# Đi bằng đầu ngón
Đi bằng đầu ngón (Tiếng Anh: Digitigrade) là cách di chuyển của một số loài động vật: chim, mèo, chó và nhiều động vật có vú khác. Ngoài hình thức di chuyển đi bằng đầu ngón, còn hai hình thức khác là đi bằng bàn chân và đi bằng móng guốc. Đi bằng đầu ngón giúp động vật di chuyển nhanh nhẹn hơn và lặng lẽ hơn.

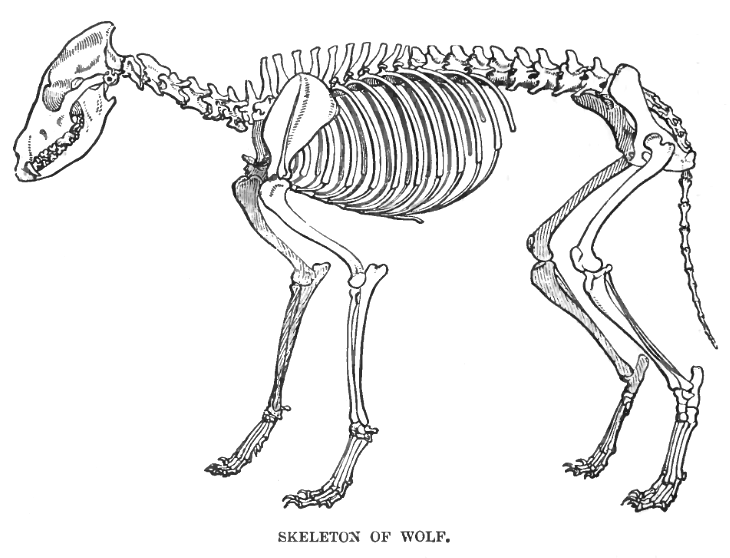
Bộ xương sói cho thấy sự thích nghi về mặt giải phẫu chi với hình thức đi bằng đầu ngón

Có sự khác biệt về mặt giải phẫu giữa các chi của động vật đi bằng bàn chân (giống như người) so với động vật đi bằng đầu ngón và móng guốc. Động vật đi bằng đầu ngón và móng guốc có chuỗi xương cổ chi (cổ chân và cổ tay) tương đối dài, do vậy mà xương có chức năng tương ứng với mắt cá chân của người ở vị trí cao hơn nhiều so với ở người. Chỗ mà ta tưởng "đầu gối" của loài chim thực chất là mắt cá chân của chúng.
Con người thường đi bằng lòng bàn chân tiếp xúc với mặt đất, được xếp vào loại động vật đi bằng bàn chân. Ngược lại, động vật đi bằng đầu ngón sẽ sử dụng xương đốt ngón chi (phalanx bone), cụ thể là đốt giữa và đốt xa. Cử động đi bằng đầu ngón kiến tạo nên hình dạng giống cái móc câu của chân chó.
Các động vật đi bằng móng guốc, chẳng hạn như ngựa và gia súc, chỉ sử dụng đầu xa của xương đốt ngón chi, trong khi ở động vật đi bằng đầu ngón, diện tiếp xúc với mặt đất rông tương đương hơn một đốt ngón, trực tiếp (chim) hoặc qua đệm móng (chó).